# Kurhausstraße 11a (Bad Kissingen)

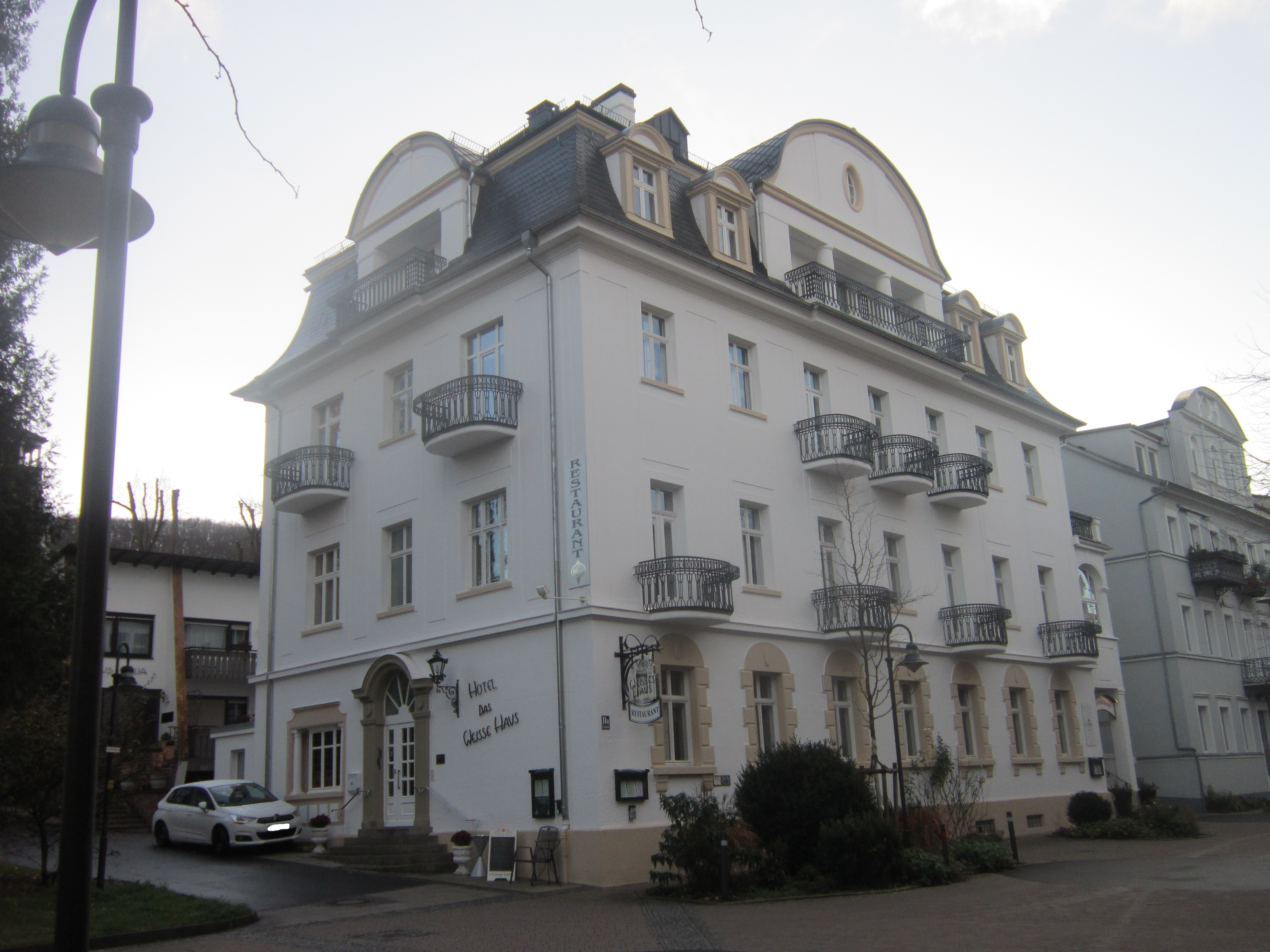
Kurhausstraße 11a in Bad Kissingen

Das Gebäude Kurhausstraße 11a in der Kurhausstraße in Bad Kissingen, der Großen Kreisstadt des unterfränkischen Landkreises Bad Kissingen, gehört zu den Bad Kissinger Baudenkmälern und ist unter der Nummer D-6-72-114-306 in der Bayerischen Denkmalliste registriert.

## Geschichte
Das Anwesen wurde in den Jahren 1910/11 als Kurhotel vom Bad Kissinger Architekten Franz Krampf in Formen des Jugendstils errichtet. Das Anwesen ersetzt einen spätklassizistischen Vorgängerbau, von dem er Bausubstanz enthält. Es gehört zu mehreren Bad Kissinger Bauten wie beispielsweise Bismarckstraße 36, Menzelstraße 19 und Theresienstraße 12, die aus einem ursprünglichen Neurenaissance-Bauwerk in ein Bauwerk des Jugendstils umgewandelt wurden.
Es handelt sich um einen dreigeschossigen Mansarddachbau mit Zwerchhäusern mit Segmentgiebeln und loggienartigem Vorbau auf der Südseite. Elemente des Jugendstils befinden sich in der Heraushebung des Erdgeschosses, einer Putzgliederung, der Ergänzung von Balkonen in den Obergeschossen sowie in kraftvollen Aufbauten am Dachumriss.
Heute beherbergt das Anwesen ein Hotel.